# De parel
De parel (Engels: The Pearl) van de schrijver John Steinbeck gaat over een jonge parelvisser die op een zekere dag een enorme parel vindt. Dit is zijn kans om uit zijn miserabele situatie te geraken, denkt hij. Dat de parel veel waard is weet iedereen, maar de opkopers van de parels willen de parel voor zo weinig mogelijk opkopen. Als reactie hierop vertrekt hij samen met zijn vrouw en kind naar de grote stad, waar hij denkt de parel voor een hogere prijs te verkopen. Hij wordt echter achtervolgd en aangevallen door het gevolg van de parelopkopers. Hij beseft uiteindelijk dat de parel geen zegen was maar een vloek. 